# 6e eeuw
De 6e eeuw (van de christelijke jaartelling) is de 6e periode van 100 jaar, dus bestaande uit de jaren 501 tot en met 600. De 6e eeuw behoort tot het 1e millennium.

## Langjarige gebeurtenissen en ontwikkelingen
Wereldwijd
- In 535 begint er een periode van extreme weeromstandigheden, waarschijnlijk ten gevolge van een grote vulkaanuitbarsting.

Europa
- Franken breiden hun gebied uit naar het zuiden en over het huidige Duitsland ten oosten van de Rijn, en over het latere Bourgondië.
- De Merovingische koning Clovis, die tot de stam van de Salische Franken behoort, laat aan het begin van de zesde eeuw de Lex Salica optekenen om de orde te kunnen handhaven. De Salische wetteksten gaan vooral over erfeniskwesties, diefstal, moord en geweldplegingen. Het zijn de eerste wetten op schrift sinds het in onbruik raken van het Romeinse recht. Later komen er versies voor specifieke groepen, zoals de Lex Ripuaria.
- Clovis brengt zijn hofhouding over naar Lutetia (Parijs) en het hele gebied van Gallië erft uiteindelijk de naam "Francië" van zijn nieuwe heersers. Die gaan munten slaan met hun eigen beeldenaar in plaats van die van de Oost-Romeinse keizer.
- De Westgoten in Hispania maken Mérida tot hoofdstad van hun rijk. Dit omvat ongeveer het gehele Iberisch Schiereiland. In deze tijd verspreidt het christendom zich sterk in deze omgeving en Mérida wordt een bisdom.
- Justinianus herovert het westelijke Middellandse Zeegebied voor het (Oost)-Romeinse Rijk.
- De Vandaalse en Ostrogotische rijken worden vernietigd.
- Visigotische rijk gedeeltelijk veroverd door de Byzantijnen. Van de stad Rome blijft weinig over. Longobarden veroveren op hun beurt weer het door de Byzantijnen bezette Italië
- Tegen het jaar 550 beginnen de Angelsaksen langzaam weer veroveringstochten te organiseren. Ceawlin van Wessex speelt hierin een sleutelrol. Vanuit zijn machtsbasis in Dorchester-on-Thames trekt Ceawlin op tegen de Romano-Britse koninkrijken ten noorden en westen van Wessex.

Godsdienst
- Na de bekering van Clovis gaan de Merovingers het christendom in hun rijk verbreiden.
- Grote aantallen Britten (Keltische stam) uit Wales en Cornwall steken het Kanaal over om zich te vestigen in Armorica, dat ze ‘Klein-Brittannië’ of Bretagne noemen. Onder de nieuwkomers zijn vele christelijke monniken, die een Keltische variant van het christendom invoeren. Op eilandjes voor de kust worden geïsoleerde hermitages of kluizenaarshutten gebouwd en de kloosters worden geleid door abten die ook rondtrekkende bisschoppen zijn.
- Ontwikkeling van het perikopensysteem van Bijbellezingen tijdens de Heilige Mis volgens een vast rooster.
- De Kerk verbiedt het Universalisme, de leer volgens welke het verblijf van zondaars in de hel tijdelijk is.
- In het Byzantijnse Rijk komt de verering van de heilige Nicolaas van Myra op gang.

Wetenschap
- Aryabhata's berekeningen zijn consistent met heliocentrische beweging van de planeten rond de Zon en een Aarde die om een eigen as draait. Hij is niet de eerste die dit beweert, maar zijn autoriteit is wel belangrijk. Aryabhata ontdekt ook dat maanlicht een weerkaatsing van zonlicht op de Maan is.

Cultuur
- Het Latijn valt uiteen in een aantal talen, zoals het Francoprovençaals.

militair
De Spangenhelm, afkomstig uit het oosten,  wordt het meest voorkomende helmontwerp in Europa. Ook is het erg populair in het Midden-Oosten.
Azië
- De Boeddha's van Bamyan worden uitgehakt.

Afrika
- De prefectuur Africa is een belangrijk administratief onderdeel van het Oost-Romeinse Rijk, na de herovering van noordwestelijk Afrika op de Vandalen in 533-534 door generaal Belisarius voor keizer Justinianus I. Het blijft tot in de eind 580  bestaan, als het door het exarchaat Afrika wordt vervangen.

## Belangrijke personen
- Koning Arthur, legendarische Britse koning en overwinnaar van de Angelsaksen
- Aryabhata, Indiase geleerde in de astronomie en de wiskunde
- Augustinus van Canterbury, Brits Rooms-katholieke geestelijke
- Belisarius, grootste generaal van het Oost-Romeinse Rijk
- Benedictus van Nursia, vader van het kloosterleven in de Latijnse Kerk
- Beowulf, legendarische Koning der Gauten
- Boëthius, christelijk, laat-Romeins filosoof, schrijver en politicus
- Brunhilde, regentes van Austrasië en Bourgondië.
- Cassiodorus, Romeins staatsman en schrijver en rechtsgeleerde en secretaris van Theodorik de Grote, koning van de Ostrogoten
- Clovis I, eerste Koning der Franken die alle Frankische stammen verenigde onder één heerser
- Columbanus, Ierse abt, missionaris en stichter van verscheidene kloosters
- Paus Gregorius I, 64e paus van de Rooms-Katholieke Kerk
- Gregorius van Tours, Gallo-Romeinse bisschop van Tours, hagiograaf en historicus
- Hroðgar, legendarische Deense koning
- Jordanes, Gotische geschiedschrijver
- Justinianus I, keizer van Byzantium
- Khusro I, sjah van de Sassaniden
- Leander van Sevilla, katholieke aartsbisschop van Sevilla
- Mohammed, profeet van de islam
- Procopius, Byzantijns geschiedkundige, wetenschapper, juridisch adviseur en letterkundige
- Suiko, eerste keizerin van Japan
- Shotoku Taishi, neef van Suiko, Japans staatsman en filosoof
- Venantius Fortunatus, dichter en bisschop van Poitiers
- Sui Wendi, keizer van China en stichter van de Sui-dynastie

## Uitvindingen en ontdekkingen
- Dionysius Exiguus creëert het Anno Domini-systeem.
- Backgammon wordt in Perzië uitgevonden.
- Schaken wordt vanuit India in Perzië geïntroduceerd.
- Het Byzantijnse Rijk verkrijgt zijde-technologie van China, doordat twee monniken zijderupsen meenemen in een holle wandelstok.
- Zijde is een beschermde paleisindustrie in het Byzantijnse Rijk.
- Vaghbata, Indiase boeken over de geneeskunde.
- In 589 maakte de Chinese geleerde Yan Zhitui de eerste verwijzing naar het gebruik van toiletpapier in de geschiedenis.
- De verhandeling over de landbouw, Qi Min Yao Shu, wordt geschreven. Het is de oudste nog bestaande Chinese verhandeling over landbouw.

<< · 500-509 · 510-519 · 520-529 · 530-539 · 540-549 · 550-559 · 560-569 · 570-579 · 580-589 · 590-599 · >>
<< · 1e · 2e · 3e · 4e · 5e · 6e · 7e · 8e · 9e · 10e · >>